# تاماش هاینال
تاماش هاینال (مجاری: Tamás Hajnal؛ زادهٔ ۱۵ مارس ۱۹۸۱) بازیکن فوتبال اهل مجارستان است.
از باشگاه‌هایی که در آن بازی کرده‌است می‌توان به باشگاه فوتبال کارلسروهه، باشگاه فوتبال اینگولشتات ۰۴، باشگاه فوتبال بروسیا دورتموند ۲، باشگاه فوتبال اشتوتگارت، باشگاه فوتبال بروسیا دورتموند، باشگاه فوتبال فرنتس‌واروش، باشگاه فوتبال سنت ترویدنس، باشگاه فوتبال کایزرسلاوترن، و باشگاه فوتبال شالکه ۰۴ اشاره کرد.
وی همچنین در تیم‌های ملی فوتبال زیر ۲۱ سال مجارستان و مجارستان بازی کرده‌است.